# Знак военного отличия «Красному воину»
Знак военного отличия «Красному воину» Бухарской Народной Советской Республики был утверждён ЦИКом БНСР в 1921 году.

## История создания
Знак «Красному воину» БНСР был создан по указанию Назира по военным делам БНСР для поощрения наиболее отличившихся воинов Красной Армии в защите молодой восточной республики от внешних и внутренних контрреволюционных сил, пытавшихся вернуть власть бухарского эмира. Автором проектного рисунка был тогда ещё молодой художник  Николаев А. В.
Оснастку для штамповки и первые образцы знака изготовили Пугачёв А. И. и Серебряков И. Я.

## Описание знака
Знак изготавливался из меди и бронзы.
Внешний вид и размеры знака многократно менялись, как в процессе создания, так после его учреждения.

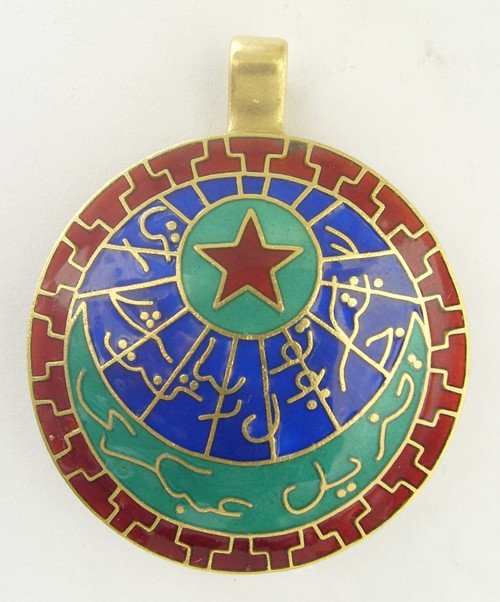
Нагрудный знак за борьбу с басмачеством «Красному Бойцу»

### Первый тип
Первоначально знак имел круглую, несколько выпуклую форму, диаметром 40 мм. От центра знака к краям исходят четыре стреловидных узора, по замыслу художника, олицетворяющие единение дехканства (крестьянства), рабочих, интеллигенции и духовенства. В верхней части знака расположена красная звезда, вокруг которой расположены буквы арабского алфавита, в нижней части знака находится полумесяц с зелёной эмалью, пространство вокруг звезды и полумесяца заполнено синей эмалью. В верхней и нижней части знака находятся буквы кириллицы, образующие аббревиатуру БНСР. По краям от стреловидных узоров, надпись арабской графикой «Красному воину», заполненная эмалью зелёного цвета. От внешнего канта, на расстоянии 4 мм находится внутренний, пространство между внутренним и внешним кантом не имеет надписей и заполнено зелёной эмалью.
Знак имеет ушко, сквозь которое проходит кольцо с красным бантом, посредством которого знак крепится к одежде награждённого.

### Второй тип
Знак отличия второго типа имел несколько большие размеры, диаметр его составляет около 45 мм. Кроме того, в пространстве между внешним и внутренним кантами находятся надписи арабской графикой.
Всего знаков первого и второго типа по архивным документам было изготовлено около 25 штук и по данным автора на сегодняшний день сохранилось только три экземпляра.

### Нагрудный знак за борьбу с басмачеством «Красному бойцу»
Обстановка в Бухарской Народной Советской Республике к середине 1923 года резко обострилась. Враждебные силы, несмотря на большие потери, не складывали оружия, поощряемые английской агентурой. Басмаческие банды готовились к новым авантюрам. Основными опорными пунктами оставались горные районы Ферганы и Восточной Бухары, пустыни Каракумы и Кызылкумы. Наиболее опасным очагом была Матча, этот район называли «горным очагом басмачества».
ВЦИК и СНК РСФСР на помощь молодым и не имеющим опыта национальным частям Бухарской Народной Советской Республики прислали лучшие свои силы, закаленные на фронтах гражданской войны. Задача борьбы против движения Муллы Абдукаххара, которая состояла из нескольких десятков отрядов, стала самой злободневной из задач, поставленных на IV Всебухарском Курултае под председательством председателя правительства БНСР Файзуллы Ходжаева и заместителей председателя правительства К.Атабаева и А.Мухитдинова. Эти банды вели ожесточенные бои в кишлаках Гишти и Катта-Хамгур Гиждуванского района, Нуратинских горах, в песках Джилван, граничащих с Кызылкумами, кишлаках Боги Афзал.
Чтобы отметить наиболее отличившихся красных бойцов был учреждён новый знак за борьбу с басмачеством «Красному Бойцу». В создании знака принимал активное участие Серебряков И.Я, он же был изготовителем первого образца данного знака.
Знак имеет округлую форму, слегка выпуклый, в верхней его части — ушко. Знак изготовлен из серебра и позолочен.
Награда покрыта красной, синей и зеленой эмалями. По краям знака на красной эмали видны символы, обозначающие бесконечность. На синей эмали, арабской графикой на узбекском языке написано: «Пролетарии всех стран, соединяйтесь!», на зеленой эмали, прямо под надписью на синей, написано арабской графикой: «Красному бойцу». В центре, ближе к верхнему краю, располагается красная звезда, в круге, заполненном эмалью зеленого цвета.